# Bignan
 Bignan  (en bretón Begnen) es una población y comuna francesa, situada en la región de Bretaña, departamento de Morbihan, en el distrito de Pontivy y cantón de Saint-Jean-Brévelay.

## Demografía
| 2,061 | 2,067 | 2,227 | 2,446 | 2,567 | 2,546 |
| Para los censos de 1962 a 1999 la población legal corresponde a la población sin duplicidades (Fuente: INSEE [Consultar]) |       |       |       |       |       |